# Euro Medium Term Notes
Les Euro Medium Term Notes (EMTN) sont des titres de créance émis par des banques de financement et d'investissement à destination d'investisseurs professionnels et contreparties éligibles, institutionnels ou banques privées. Si leur fonctionnement est calqué sur celui des Medium Term Notes (en) (littéralement « bons à moyen terme ») utilisés sur les marchés américains, les EMTN peuvent ne pas être enregistrés, et donc commercialisés, aux États-Unis, conformément à l'United States Securities Act de 1933.
Les EMTN ne sont pas notés par les agences de notation financière : seul l'émetteur fait l'objet d'une notation. Ils présentent des caractéristiques très diverses, que ce soit en termes de rémunération ou de garantie du capital. Il faut donc bien comprendre le fonctionnement de ces produits avant toute décision d'investissement.
Les termes et conditions de vente d'un EMTN mentionnent généralement le nom de l'émetteur, le droit et la fiscalité applicables à l'EMTN, la devise utilisée, le montant de chaque coupure et le montant total de l'émission, la date de départ et la date d'échéance, le coupon servi et les conditions de remboursement (permettant d'estimer les risques de pertes de capital), et les frais de sortie avant échéance.

## Description générale
Les EMTN sont organisés autour d'un actif sous-jacent de référence, comme une action ou un panier d'actions, un taux de référence, une matière première, un taux de change, un fonds structuré, un dérivé de crédit, etc. Les conditions de remboursement des EMTN varient en fonction des scénarios élaborés par les équipes d'une salle des marchés ; les EMTN ne garantissent donc pas forcément le remboursement du montant principal à l'échéance du contrat, et l'utilisation de ces produits financiers comme instruments de couverture peut s'avérer risquée. Un EMTN peut donc être assimilé à une obligation négociée de gré à gré, à conditions de remboursement et durée de vie variables.
Les 3 principales structures vendues sont dites : 
- Autocallable, quand un test sur les performances du sous-jacent à une date de valeur détermine le remboursement automatique du produit ; par exemple, un contrat EMTN peut stipuler qu'il y a un remboursement automatique dès que le CAC 40 dépasse 4500 points, et ce quelle que soit la date d'échéance de cet EMTN ;
- Down and In Reverse Convertible, quand les performances du sous-jacent peuvent devenir plus mauvaises qu'une barrière[1] fixée de manière arbitraire et ainsi compromettre le remboursement intégral du client ; par exemple, un EMTN répliquant l'évolution de l'indice S&P 500 pendant trois ans peut prévoir un remboursement partiel du client si le S&P 500 a baissé de 30 % trois ans après la souscription ;
- Autocallable Floored Accrual Note, quand, pendant une période, un test régulier (quotidien, hebdomadaire, mensuel, semestriel, etc.) permet de déterminer le montant du coupon à payer à la contrepartie ; c'est par exemple le cas d'un EMTN permettant de percevoir un coupon variable en fonction du taux Euribor.

Les barrières déterminées par les agents de calcul sont dites « discrètes » si l'on observe le cours du sous-jacent de façon ponctuelle (par exemple : le cours d'une action à la clôture d'une journée boursière), ou dites « continues » si l'on observe le cours du sous-jacent de façon permanente.
Les modalités de remboursement du souscripteur de l'EMTN peuvent varier, notamment lorsque le principal n'est plus garanti à cause d'une performance médiocre du sous-jacent : espèces (cash) ou physique ; ainsi, un EMTN ayant un sous-jacent à base d'actions peut prévoir un remboursement en numéraire ou en actions. Pour les sous-jacents indivisibles, comme les actions, un remboursement en physique peut s'accompagner d'un montant en cash que l'on appelle RCA, ou Residual Cash Amount (ce montant correspond au reste de la division du montant investi par la valeur du sous-jacent).

## Exemple détaillé:EMTN Down and In Reverse Convertible
Cet exemple simplifié décrit le fonctionnement d'un EMTN Down and In Reverse Convertible ayant pour sous-jacent une action d'une entreprise E, dont les performances boursières seront analysées et détermineront plusieurs scénarios de remboursement. Les dates de départ et de détermination de la barrière, et d'échéance et de remboursement sont volontairement identiques pour alléger cette description.
L'EMTN vendu présente les caractéristiques suivantes :
- coupure : 1 000 €
- date de départ : 10 février de l'année courante
- date d'échéance : 11 aout de la même année (6 mois)
- coupon : 4 % (soit 8 % annualisés), payés en espèces
- sous-jacent : action de l'entreprise E (ex. : 100 € au 10 février ; une coupure équivaut donc ici à 10 actions de l'entreprise E) ; attention donc, car le nombre d'actions attribuables au client est calculé à la date de souscription de l'EMTN et le capital est à risque ;
- barrière à - 25 % du cours observé le 10 février (soit 75 €)
  - si le cours final de l'action est supérieur à la barrière, chaque coupure est remboursée en espèces ;
  - si le cours final de l'action est inférieur à la barrière, chaque coupure est remboursée en actions ;
- le 11 aout, le remboursement de cet EMTN est effectué selon les modalités suivantes :
  - versement d'un coupon de 40 € (4 pour cent de 1 000 €) ;
  - remboursement de chaque coupure intégralement en espèces, soit 1 000 €, si le cours de l'action E est supérieur ou égal à 75 € ;
  - ou remboursement de chaque coupure par inscription de 10 actions sur le dossier titre du client, si le cours de l'action E est inférieur à 75 €.

- la jambe fixe du swap est constituée par les coupons fixes que la banque payera aux clients ;
- la jambe flottante reçue par la position (cumul total des Notes émises) multipliée par un taux variable (souvent l'EURIBOR 3 mois plus un spread) ;
- la troisième jambe est la plus « structurée » et fait la spécificité de ce type de dossier. Appelée Equity Leg, elle porte sur un échange d'actions et l'exercice d'une option ; en effet, un règlement en physique s'effectue grâce à un transfert d'actions entre une banque et sa contrepartie, par l'intermédiaire d'une chambre de compensation : la banque, à la livraison des titres (qu'elle possède dans un de ses portefeuilles ou dans celui d'une filiale à l'étranger), va exercer simultanément une option de vente, un put, afin de dénouer sa position prise en actions, pour par exemple « compenser la perte » due à la livraison.